# 회창
회창(會昌, 841년 1월 ~ 847년 1월)은 당나라(唐) 무종(武宗) 이염(李炎)의 연호이다. 6년 동안 사용하였다. 무종이 붕어한 후에 선종(宣宗)이 즉위하였으며, 무종이 대중(大中)으로 개원할 때까지 사용하였다. 

## 개원
- 개성(開成) 6년 1월 9일[1](841년 2월 4일)에 연호를 회창(會昌)으로 개원함.[2][3][4][5][6]

- 회창(會昌) 7년 1월 17일[7](847년 2월 6일)에 연호를 대중(大中)으로 개원함.[8][9][10][5][11]

## 주요 사건
- 회창 5년(845년), 이 무렵에 불교 탄압(회창의 폐불)이 이루어졌다.

## 연대 대조표
| 회창       | 원년       | 2년        | 3년        | 4년        | 5년        | 6년        | 7년        |
| 서기(西紀) | 841년      | 842년      | 843년      | 844년      | 845년      | 846년      | 847년      |
| 간지(干支) | 신유(辛酉) | 임술(壬戌) | 계해(癸亥) | 갑자(甲子) | 을축(乙丑) | 병인(丙寅) | 정묘(丁卯) |

## 동시대 연호

### 한국
발해(渤海)
- 함화(咸和) (831년 ~ 857년)

### 중국
남조(南詔)
- 천계(天啓) (840년 ~ 859년)

### 일본
- 조와(承和) (834년 ~ 848년)

## 같이 보기
- 중국의 연호 목록
- 삼무일종의 법난